# حكومة عبد الله اليافي الرابعة
الحكومة اللبنانية الثامنة عشر بعد الاستقلال والثالثة بعهد الرئيس كميل شمعون، وهي رابع حكومة يترأسها عبد الله اليافي (الثانية بعد الاستقلال). شكلت الحكومة بموجب المرسوم رقم2511 بتاريخ 16 آب / أغسطس 1953، ونالت الثقة ب33 صوتاً ضد 4 أصوات وامتناع 3 أصوات، واستقالت بتاريخ 1 آذار / مارس 1954.

## أعضاء الحكومة
- عبد الله اليافي رئيساً لمجلس الوزراء ووزيراً للأنباء ووزيراً للداخلية ووزيراً للدفاع الوطني.
- غبريال المر وزيراً للأشغال العامة.
- رشيد كرامي وزيراً للاقتصاد الوطني ووزيراً للشئون الاجتماعية.
- بشير الأعور وزيراً للبرق والبريد والهاتف ووزيراً للعدلية.
- نقولا سالم وزيراً للتربية الوطنية.
- ألفرد جورج النقاش وزيراً للخارجية والمغتربين.
- كاظم الخليل وزيراً للزراعة ووزيراً للصحة العامة.
- بيار إده وزيراً للمالية.

## وصلات خارجية
- موقع رئاسة مجلس الوزراء الرسمي